# Викентьевка (Костанайская область)
Викентьевка — упразднённое село в Тарановском районе Костанайской области Казахстана. Ликвидировано в 2009 г. Входило в состав Нелюбинского сельского округа.

## Население
В 1999 году население села составляло 70 человек (32 мужчины и 38 женщин).